# Marco Haller
Pour les articles homonymes, voir Haller.
Marco Haller, né le 1er avril 1991 à Sankt Veit an der Glan, est un coureur cycliste autrichien. Il a notamment remporté la Cyclassics Hamburg en 2022.

## Biographie
Marco Haller naît le 1er avril 1991 à Sankt Veit an der Glan en Autriche.
En 2007, il est champion d'Autriche sur route cadets et médaillé d'argent du contre-la-montre au Festival olympique de la jeunesse européenne. En 2009 chez les juniors (17/18 ans), il remporte la 1re étape de la Course de la Paix juniors, ainsi que  les 1re, 4e, 5e et 6e étapes de la Coupe des Nations Abitibi, deux épreuves de la Coupe des Nations Juniors. Il est également médaillé de bronze du championnat du monde sur route juniors et quatrième du championnat d'Europe sur route juniors. 
En 2010, il rejoint l'équipe continentale autrichienne Tyrol, puis l'année suivante, il entre chez Adria Mobil avec laquelle il termine deuxième du Trofej Plava Laguna 1. En équipe nationale, il est cinquième du championnat du monde sur route espoirs (moins de 23 ans).
Il est recruté par l'équipe ProTour Katusha en 2012. En octobre 2012, il gagne pour la première fois chez les professionnels en s'imposant au sprint lors de la quatrième étape du Tour de Pékin devant les Italiens Alessandro Petacchi et Elia Viviani. En 2013, il remporte le contre-la-montre par équipes de la troisième étape du Tour des Fjords. L'année suivante, il remporte la 8e étape du Tour d'Autriche. En 2015, il remporte le classement général du Tour des Fjords et termine troisième du Grand Prix Nobili Rubinetterie. Fin juin, il devient champion d'Autriche sur route. Il dispute ensuite son premier Tour de France. Dans les années qui suivent, il court cinq autres grands tours Katusha, où il est principalement utilisé comme équipier.
En avril 2018, au cours d'un entraînement, Haller est victime d'une collision avec une voiture qui, selon le coureur, lui a refusé une priorité. Il est atteint de fractures au fémur et au genou du côté gauche. Ces blessures l'amènent à renoncer à pouvoir espérer participer au Tour de France en tant qu'équipier de Marcel Kittel. Marco Haller est absent plusieurs mois et il ne reprend la compétition que lors de la mi-octobre lors du Tour du Guangxi. Lors de la saison 2019, il occupe un rôle d'équipier et obtient ses meilleurs résultats durant la campagne de classiques au printemps, terminant notamment septième du Grand Prix de l'Escaut et neuvième de l'Eschborn-Francfort.
Après huit ans chez Katusha, il rejoint l'équipe Bahrain-McLaren pour les saisons 2020 et 2021. Durant cette période, il participe deux fois au Tour de France. En 2021, il est vice-champion d'Autriche sur route, sixième du Tour d'Allemagne et dixième du Grand Prix E3.
Pour la saison 2022, Haller change d'équipe et signe avec l'équipe allemande Bora-Hansgrohe avec un rôle principalement d'équipier, tout en ayant la possibilité de jouer sa carte sur les classiques. En mai, il gagne lors d'un sprint massif la quatrième étape du Tour de Norvège. Il s'agit de sa première victoire en près de sept ans. Quelques semaines plus tard, il décroche le plus grand succès de sa carrière en remportant devant Wout van Aert la Cyclassics Hamburg (une classique World Tour), à l'issue d'un sprint à cinq. Il est élu cycliste autrichien de l'année en 2022 et en 2024 (année où il termine sixième des Jeux olympiques).

## Palmarès sur route

### Palmarès amateur
- 2007[1]
  -  Champion d'Autriche sur route cadets
  -  Médaillé d'argent du contre-la-montre au Festival olympique de la jeunesse européenne
- 2009
  - 1re étape de la Course de la Paix juniors
  - 1re, 4e, 5e et 6e étapes de la Coupe des Nations Abitibi
  -  Médaillé de bronze du championnat du monde sur route juniors
  - 4e du championnat d'Europe sur route juniors
- 2011
  - 2e du Trofej Plava Laguna 1
  - 2e du Tour du Burgenland
  - 5e du championnat du monde sur route espoirs

### Palmarès professionnel
- 2012
  - 4e étape du Tour de Pékin
- 2013
  - 3e étape du Tour des Fjords (contre-la-montre par équipes)
- 2014
  - 8e étape du Tour d'Autriche
- 2015
  -  Champion d'Autriche sur route
  - Classement général du Tour des Fjords
  - 3e du Grand Prix Nobili Rubinetterie
- 2019
  - 9e de l'Eschborn-Francfort
- 2020
  - 8e de la Cadel Evans Great Ocean Road Race
- 2021
  - 2e du championnat d'Autriche sur route
  - 10e du Grand Prix E3
- 2022
  - 4e étape du Tour de Norvège
  - Cyclassics Hamburg
- 2024
  - 6e de la course en ligne des Jeux olympiques

### Résultats sur les grands tours

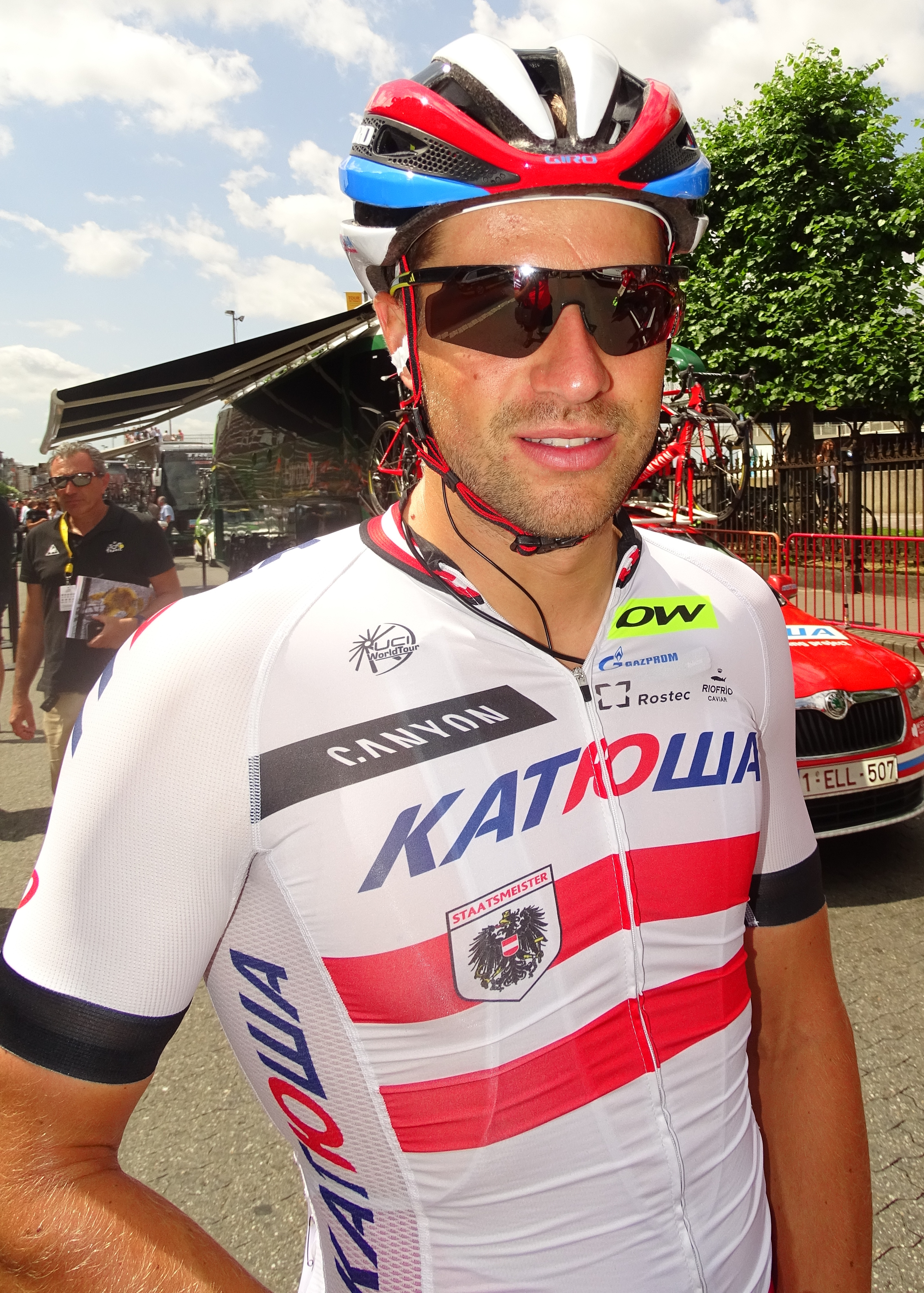
Marco Haller vêtu de son maillot de champion d'Autriche sur route lors du départ de la 3e étape du Tour de France 2015 à Anvers.

#### Tour de France
10 participations
- 2015 : 126e
- 2016 : 162e
- 2017 : 155e
- 2019 : 148e
- 2020 : 143e
- 2021 : 127e
- 2022 : 87e
- 2023 : 78e
- 2024 : 85e
- 2025 : 97e

#### Tour d'Italie
1 participation
- 2019 : 116e

#### Tour d'Espagne
1 participation
- 2017 : 118e

### Classements mondiaux
| Année                                 | 2011 | 2012 | 2013 | 2014 | 2015 | 2016 | 2017  | 2018  | 2019 | 2020 | 2021 | 2022 | 2023 | 2024 |
| ------------------------------------- | ---- | ---- | ---- | ---- | ---- | ---- | ----- | ----- | ---- | ---- | ---- | ---- | ---- | ---- |
| UCI World Tour                        |      | 181e | nc   | 229e | 209e | nc   | nc    | nc    |      |      |      |      |      |      |
| Classement mondial                    |      |      |      |      |      | 745e | 2695e | 1292e | 308e | 410e | 229e | 140e | 456e | 220e |
| UCI Europe Tour                       | 290e |      |      |      |      | 561e | 1645e | 938e  | 253e | 335e | 196e | 117e | nc   | nc   |
| UCI Asia Tour                         | nc   |      |      |      |      | 386e | nc    | 406e  |      |      |      |      |      |      |
|                                       |      |      |      |      |      |      |       |       |      |      |      |      |      |      |
| Légende : nc = non classéSource : UCI |      |      |      |      |      |      |       |       |      |      |      |      |      |      |

## Palmarès sur piste

### Championnats nationaux
- 2006
  - 2e du championnat d'Autriche du 500m cadets
  - 2e du championnat d'Autriche de poursuite cadets
- 2007
  -  Champion d'Autriche de vitesse cadets
  -  Champion d'Autriche de poursuite cadets
  -  Champion d'Autriche du keirin cadets
  -  Champion d'Autriche de course aux points cadets
  -  Champion d'Autriche de scratch cadets
  -  Champion d'Autriche du 500m cadets
- 2008
  -  Champion d'Autriche de vitesse juniors
  -  Champion d'Autriche de poursuite juniors
  -  Champion d'Autriche du kilomètre juniors
  -  Champion d'Autriche du keirin juniors
  -  Champion d'Autriche de scratch juniors
  - 3e du championnat d'Autriche de course aux points juniors
- 2011
  -  Champion d'Autriche du kilomètre
  -  Champion d'Autriche de poursuite
  - 2e du championnat d'Autriche de vitesse

## Distinctions
- Cycliste autrichien de l'année : 2022 et 2024